# Пингуалуит (кратер)
Пингуалуит (фр. Cratère des Pingualuit, фр. Cratère du Nouveau-Québec) — молодой ударный кратер, находящийся на полуострове Унгава в административном регионе Север Квебека в Канаде. Диаметр кратера составляет около 3,44 км, возраст оценивается в 1,4 ± 0,1 млн лет (плейстоцен). Кратер и окружающая область находятся на территории национального парка Пингалуит. Единственным видом рыбы в озере кратера является арктический голец.

## География
Область кратера возвышается на 160 м над окружающей тундрой, глубина кратера при этом составляет 400 м. Озеро Пингуалук глубиной 267 м заполняет чашу кратера; оно является одним из самых глубоких озёр Северной Америки. Озеро также содержит воду очень высокой чистоты, солёность не превышает 3 промилле. У озера нет втекающих и видимых вытекающих рек и ручьёв, поэтому вода в озере накапливается только за счёт дождей, а убывает только за счёт испарения. Озеро является одним из самых прозрачных в мире, диск Секки виден на глубине более 35 метров.

## Формирование
Кратер образовался при ударе метеорита около 1,4 млн лет назад, при оценке методом аргонной датировки расплавленных пород. Анализ пород выявил наличие плоских деформаций, а также дал сведения о составе метеорита. В породах было обнаружено повышенное содержание иридия, никеля, кобальта и хрома, что свидетельствует о хондритной природе метеорита.

## Открытие
Малоизвестный в мире в целом, кратер с озером с давних пор известен инуитам, называвшим его «Хрустальный глаз Нунавика» из-за кристально чистой воды. Пилоты во время Второй мировой войны использовали кратер как ориентир.
20 июня 1943 года самолёт Военно-воздушных сил армии США пролетел над регионом Унгава и сфотографировал широкий хребет кратера, возвышающийся над окружающей местностью. В 1948 году Королевские военно-воздушные силы Канады фотографировали эту область в рамках проекта фотосъёмки территории Канады, но до 1950 года фотографии не были опубликованы.
В 1950 году исследователь области Онтарио Фредерик Чабб заинтересовался странной особенностью рельефа и советовался с геологом В. Бен Мееном из Королевского музея Онтарио. Чабб надеялся, что кратер принадлежит скрытому вулкану, в случае чего область могла бы содержать алмазы. Знания Меена об области Онтарио исключили гипотезу о вулканическом происхождении кратера. Меен вместе с Чаббом совершили короткий полёт в область кратера; Меен предложил называть структуру кратером Чабба, а для водоёма в 2 милях от кратера предложил название Музейное озеро.
После возвращения Меен организовал специальную экспедицию совместно с Национальным географическим обществом и Королевским музеем Онтарио. В июле 1951 года гидросамолёт Consolidated PBY Catalina приводнился на Музейном озере. Попытки обнаружения фрагментов никеля и железа от метеорита, проведённые армией США, оказались неудачными из-за содержания в местном граните большого количества магнетита. Исследования с помощью магнетометра обнаружили аномалии под северной частью хребта кратера, что указывает на крупный массив металлического вещества под породой на поверхности. Меен предпринял вторую экспедицию к кратеру в 1954 году. В том же году название кратера сменилось на «Cratère du Nouveau-Quebec» («New Quebec Crater»).
Экспедиция, возглавляемая Джеймсом Боулджером, в 1986 году собрала несколько образцов из области вблизи кратера Нью-Квебек. Анализ пород выполнялся в Гарвард-Смитсоновском центре астрофизики, результаты были обнародованы в 1988 году Урсулой Марвин и Дэвидом Крингом. Боулджер вернулся в область кратера тем же летом вместе с исследовательской группой М. А. Бушара из Университета Монреаля. Три года спустя канадский геолог Ричард А. Ф. Грив упомянул Нью-Квебек в числе 130 известных ударных кратеров Земли. В следующем году Марвин и Кринг задокументировали результаты анализа пород, собранных в хребте вокруг кратера. Они представили доказательства быстрого метаморфоза, что согласуется с результатами анализа подобных ударных кратеров.
В 1999 году название снова сменили, на «Пингуалуит». Кратер и окружающая область теперь являются частью Национального парка Пингуалуит, созданного 1 января 2004 года.

## Экспедиция 2007 года
Профессор Рейнхард Пайниц из Университета Лаваля возглавил экспедицию к кратеру в 2007 году, исследователи взяли осадочные отложения со дна озера и обнаружили окаменевшие остатки пыльцы, водорослей и личинок насекомых. Предполагалось, что эти находки дадут информацию о изменениях климата в пределах до 120 тыс. лет назад. Предварительные результаты показали, что верхние 8,5 м осадочных пород содержат материалы межледникового периода.